# Cophocerotis submuscosa
Cophocerotis submuscosa là một loài bướm đêm trong họ Geometridae.